# Euspilotus alcyonis
Euspilotus alcyonis är en skalbaggsart som beskrevs av Bousquet och Laplante 2006. Euspilotus alcyonis ingår i släktet Euspilotus och familjen stumpbaggar. Inga underarter finns listade i Catalogue of Life.